# Hovet 2004
Hovet 2004 är ett musikalbum från 2004 av musikgruppen Hovet. Det var gruppens första egna album, efter att ha bildats som ett kompband åt Lars Winnerbäck. Winnerbäck har formgivit albumets omslag.

## Låtlista
1. "Bästa orkestern" - 2:48
2. "Rester" - 3:50
3. "Hawaii Persson" - 4:00
4. "Silverfisken" - 4:01
5. "Våra hjärtan" - 3:34
6. "Svarta segel" - 3:15
7. "Vi gillar varann" - 3:18
8. "Julia" - 3:34
9. "Odenplan 1 min" - 3:12
10. "Brinner" - 3:42
11. "Bandet" - 3:11
12. "Vacker och lugn" - 4:09
13. "2:a advent" - 3:28